# ياسين ناعوم
ياسين ناعوم (مواليد 22 أغسطس 1984) لاعب كرة قدم مغربي يجيد اللعب في خط الوسط .

## روابط خارجية
- ياسين ناعوم على موقع قاعدة بيانات كرة القدم.إي يو (الإنجليزية)